# سد فریمان
سد فریمان سدی تاریخی در شهرستان فریمان واقع در استان خراسان رضوی، ایران است. این سد بر روی رودخانه فریمان در یازده کیلومتری شهر فریمان و هفتاد کیلومتری جنوب‌شرقی مشهد ساخته شده‌است. از زمان ساخت آن اطلاعات دقیقی در دست نیست اما احتمالاً مربوط به دوره تیموری یا دوره ای قدیمی تر می‌باشد. این سد در دوره صفویه و نیز در چند دهه اخیر، به شکل اساسی مورد تعمیر قرار گرفته‌است.
با توجه به وضع موجود سد می‌توان آن را از انواع سدهای پایه‌ای یا پشت بنددار دانست. طول تاج سد حدود ۱۰۰ متر، ارتفاع دیواره ۲۰ متر و مصالح مورد استفاده، سنگ و ملات ساروج است. آبگیری از سد به وسیله دو برج آبگیر که هر کدام مستقلاً کار می‌کند، انجام می‌گیرد. بدین طریق، آب از مجراهای تعبیه شده در عمق‌های مختلف بند به داخل چاه‌ها وارد و از کف چاه در جانب دیگر سد خارج می‌شود. برای باز کردن مجراهای فوق، همانند بند اخلمد و بر خلاف آنچه در مورد سدهای دیگر دیده شده، الوارهایی در داخل چاه، در ارتفاعات مساوی و در جهات مختلف نصب کرده‌اند. این الوارها به جای پلکان مارپیچی و برای پایین رفتن و باز و بسته کردن مجراها و هم‌چنین از بین بردن و برای پایین بردن انرژی سقوط آزاد آب و ممانعت از تخریب بدنه چاه تعبیه شده‌است. ساختمان ساده برج آبگیر نشان می‌دهد که طول عمر سد بیش از دوره صفویه است.
در دوره قاجاریه، عین الدوله پس از عزل از صدارت، چند ماه در فریمان متوقف بود که در این مدت برای افزایش استحکام بنای سد، توسط مجدالسلطان – پیشکار خود – در جلو دیوار سد، پایه هرمی شکل بسیار قوی ساخت تا فشار وارد از طرف آب مخزن به دیواره سد را مهار کند. ضمن تعمیرات اوایل قرن حاضر، در ارتفاع ۵/۱ متری از روی تاج سد، دریچه‌ها بسته‌است؛ ولی در صورت طغیان‌های شدید، آن‌ها را باز می‌کنند تا آب از روی سد عبور نکند. در بخشی از آب‌های طغیانی رودخانه، از دو کناره سد و از روی سنگ‌های کوه جاری می‌شد که بدین ترتیب، بدنه سد از خرابی مصون می‌ماند.
طول دریاچه پشت سد در حدود ۲ کیلومتر و عرض متوسط آن حدود ۵۰۰ متر است. قسمتی از حجم سد با گل و لای انباشته شده‌است. به‌طور تقریبی، گنجایش مخزن سد در حدود یک میلیون مترمکعب است. از آب این سد مجموعاً سه دهکده تقی‌آباد، قلعه نو و لوشاب و کارخانه قند فریمان و شهر فریمان استفاده می‌کنند.
بند فریمان مربوط به دوره قبل از اسلام است و در شهرستان فریمان، در نزدیکی روستای تقی‌آباد و قلعه دختر واقع شده و این اثر در تاریخ ۲۵ اسفند ۱۳۷۹ با شمارهٔ ثبت ۳۵۲۲ به‌عنوان یکی از آثار ملی ایران به ثبت رسیده‌است.

## نگارخانه

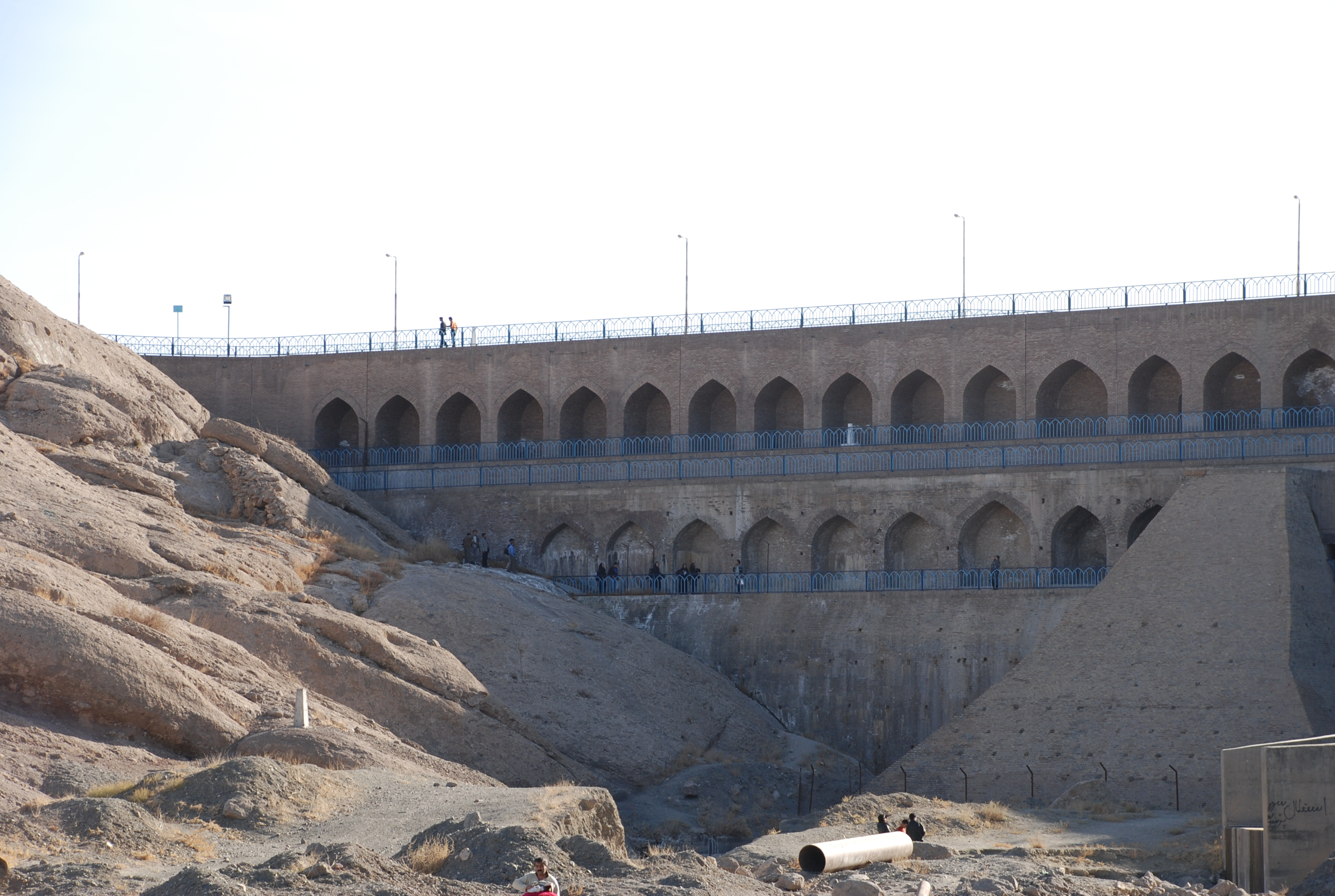
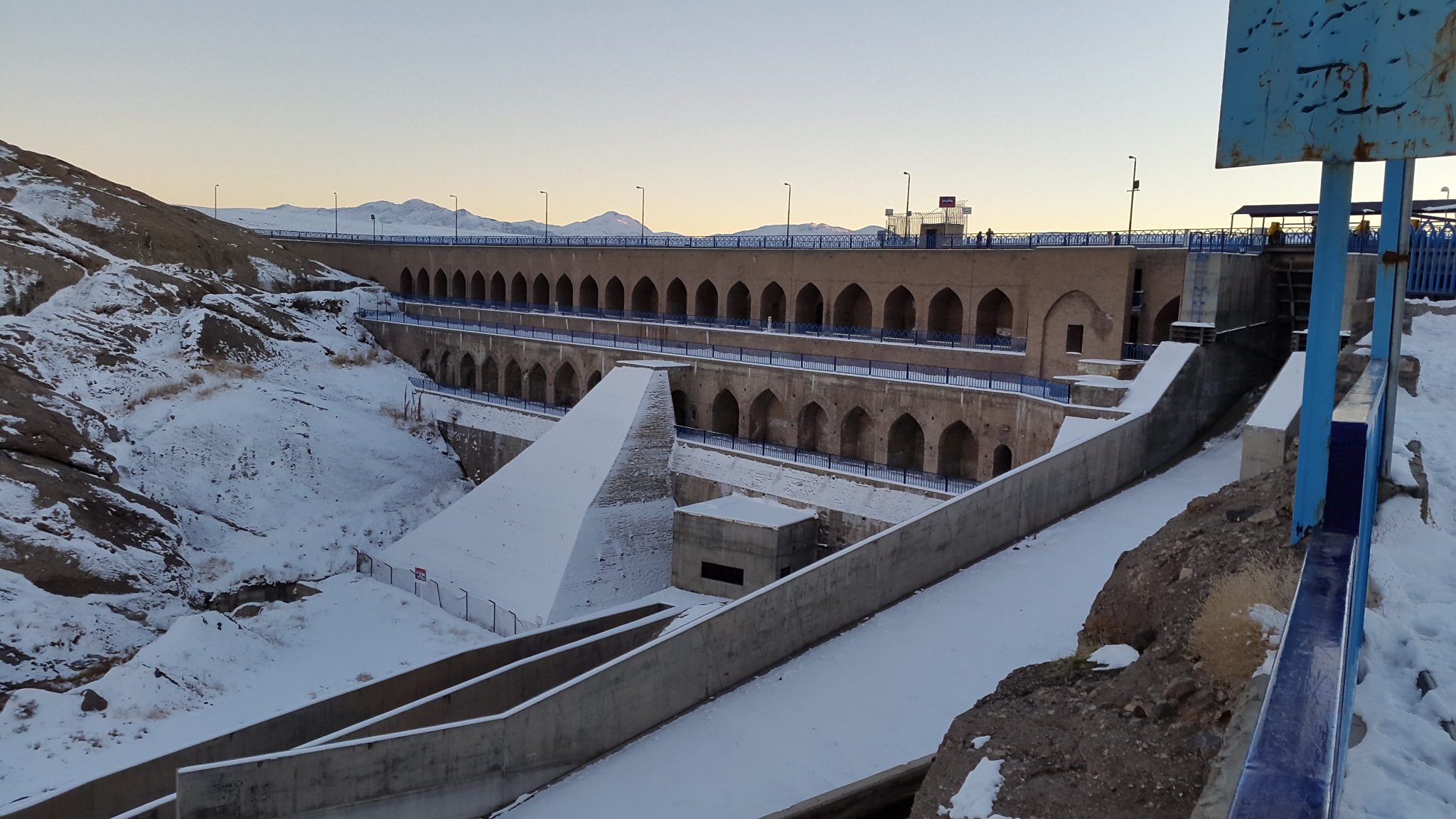
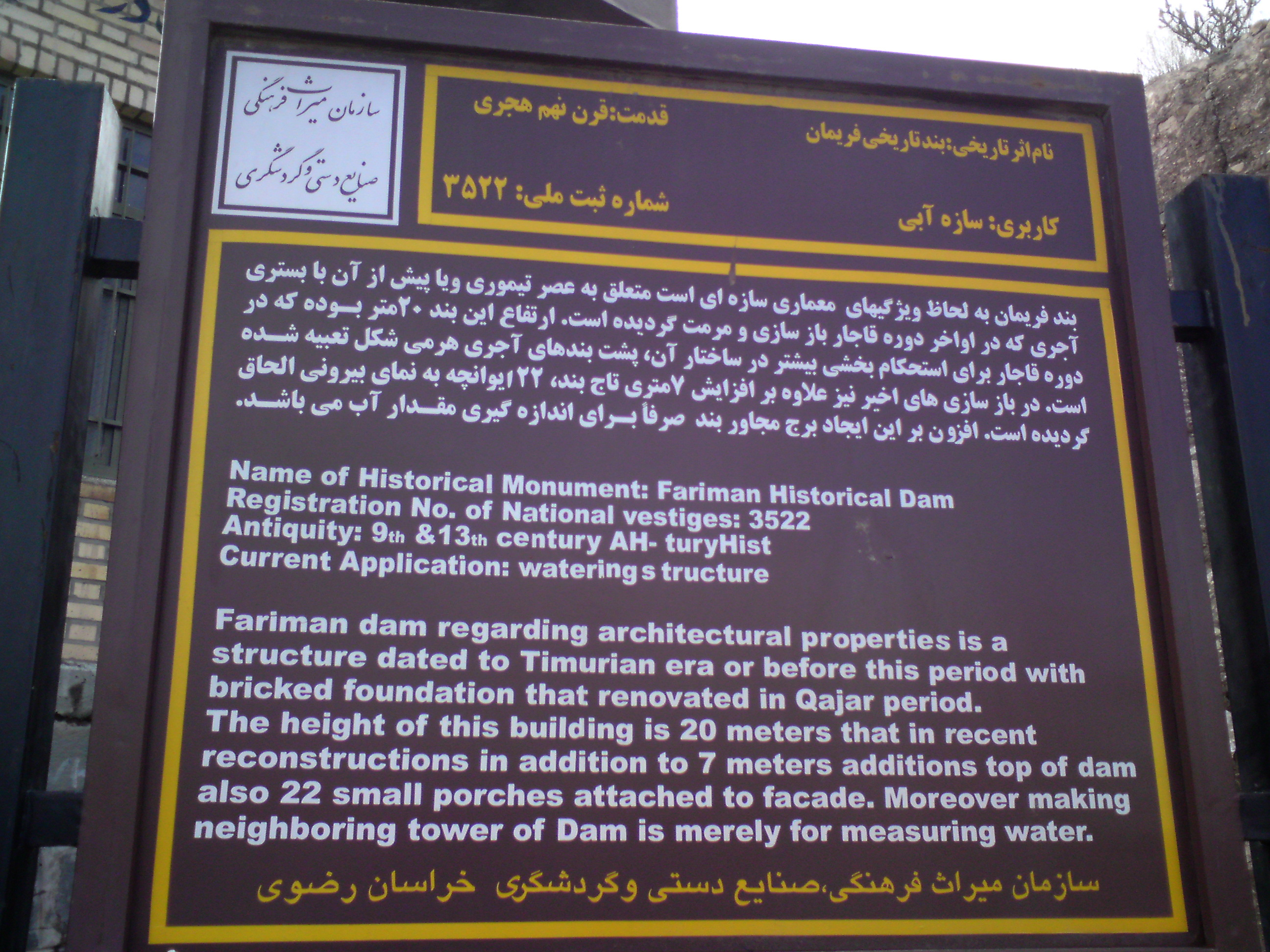
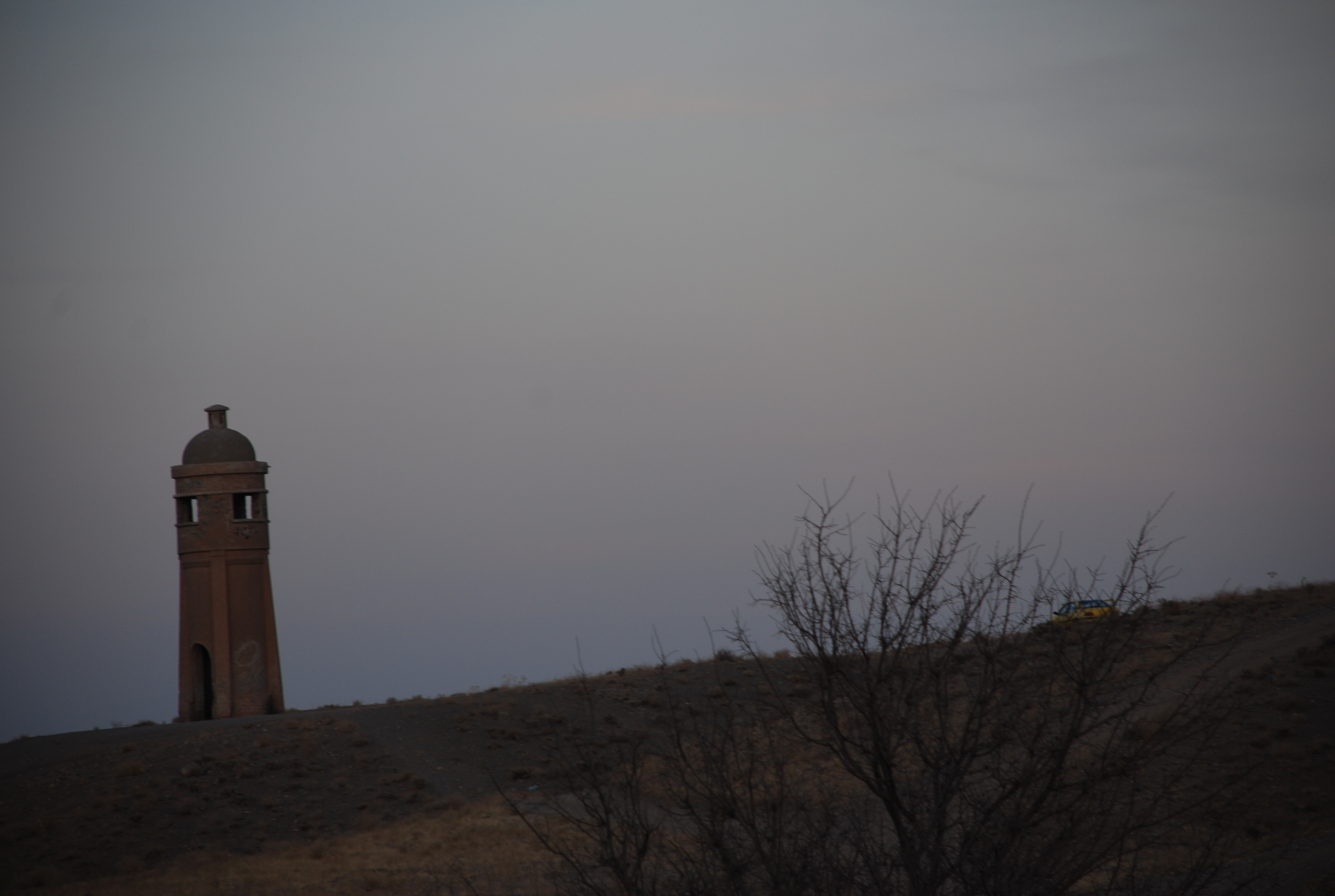
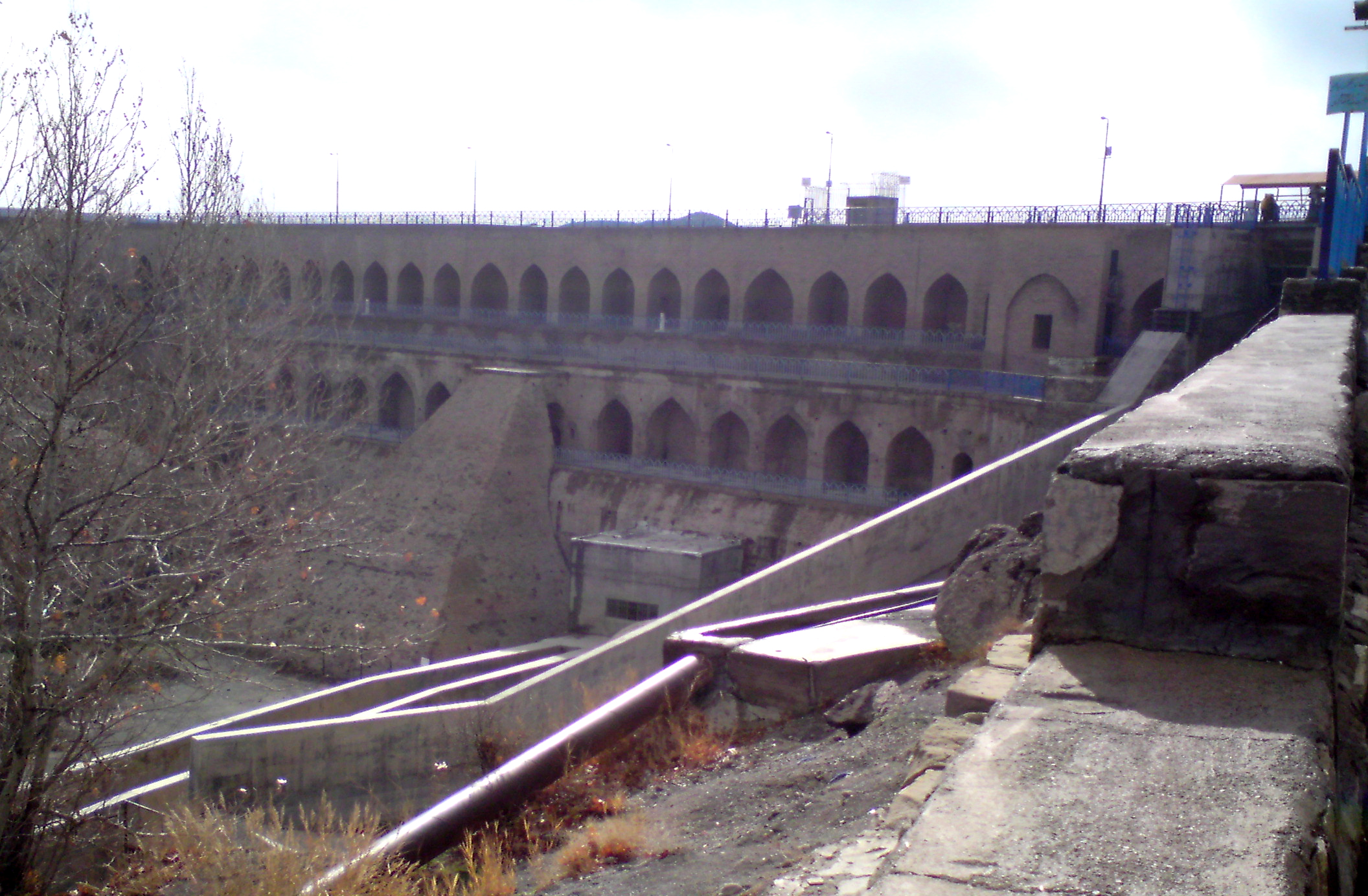
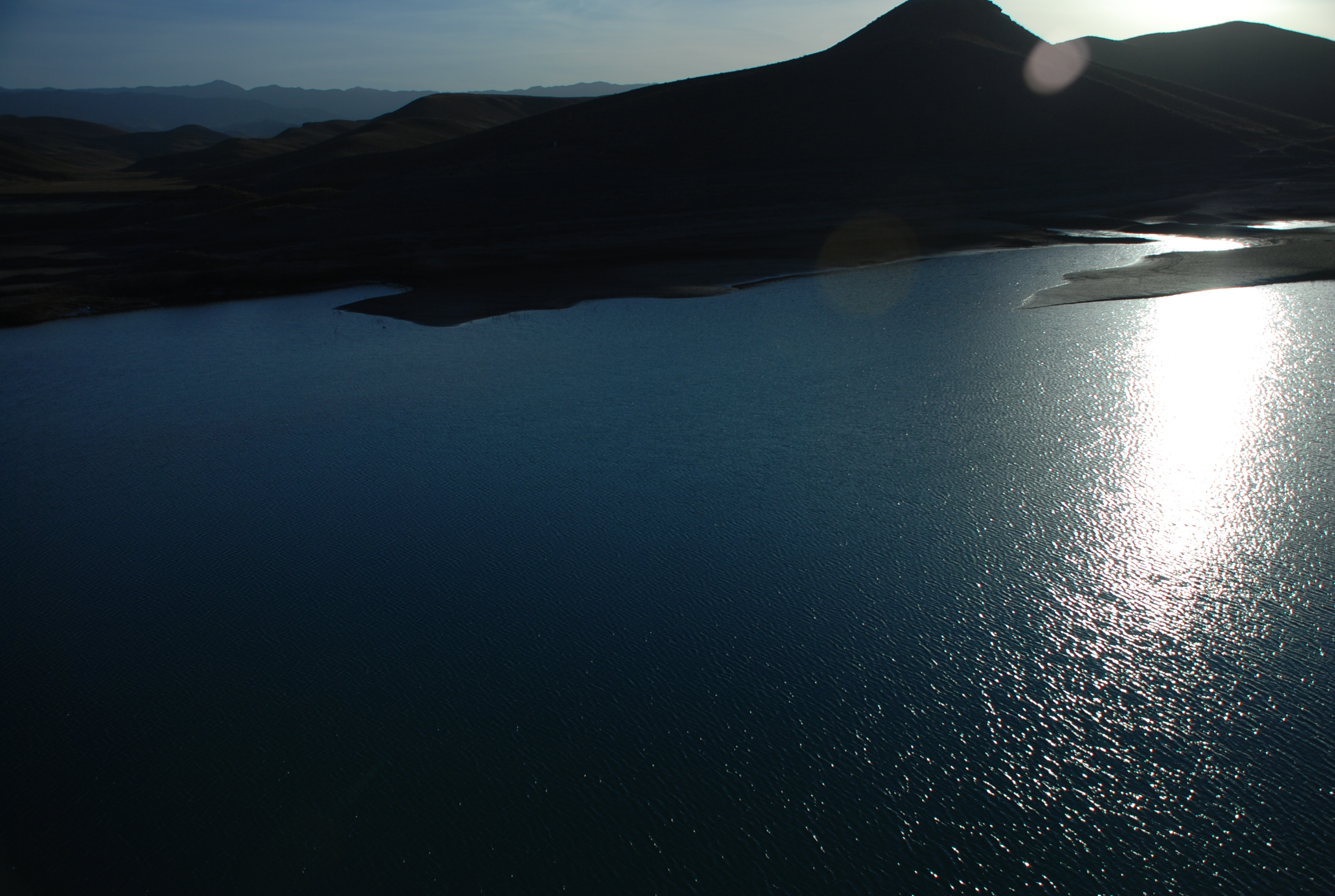
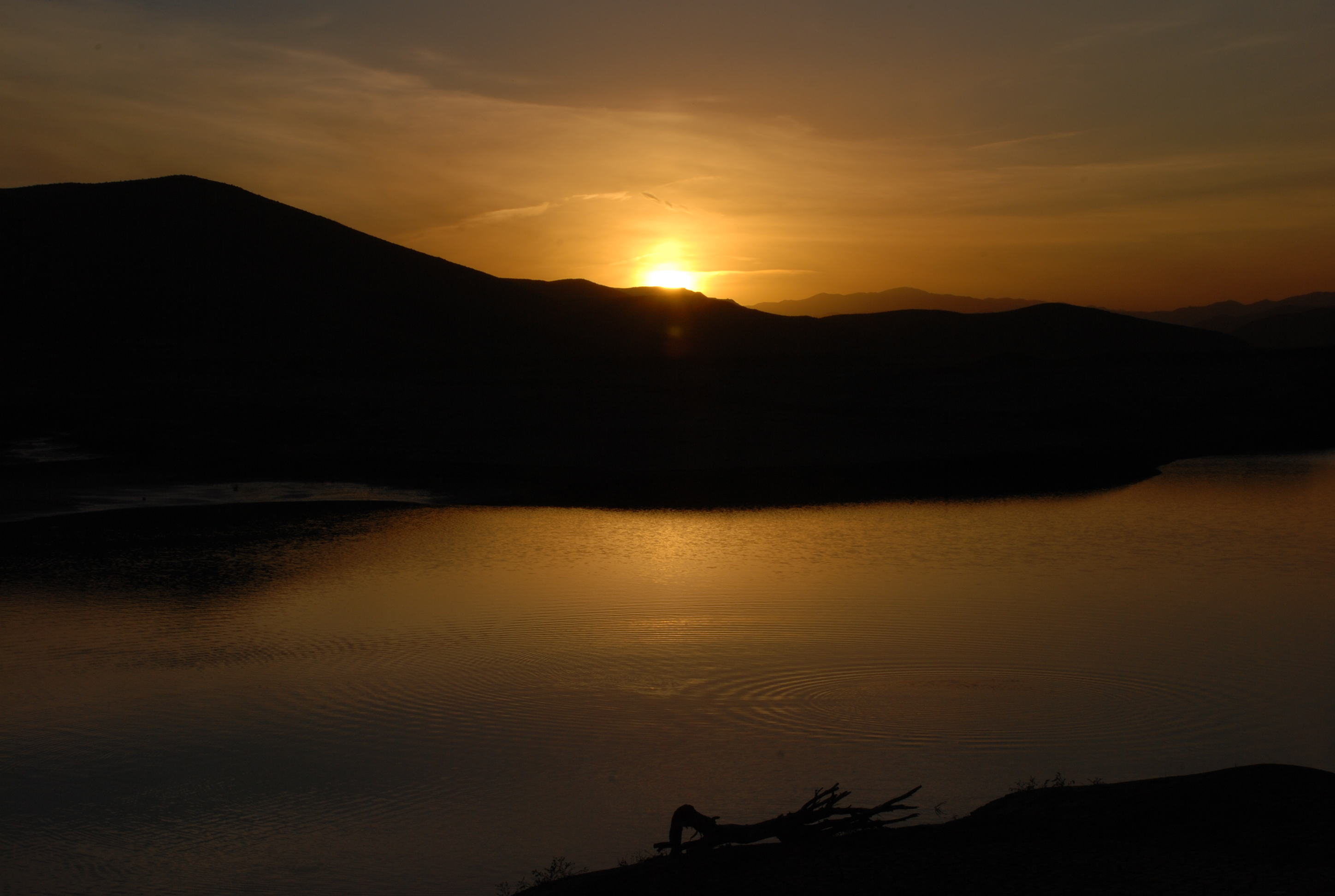